# جيمس ماكفيرسون
جيمس ماكفيرسون (بالإنجليزية: James McPherson)‏ (20 نوفمبر 1842 في أستراليا - 23 أغسطس 1891) هو لاعب كريكت أسترالي. لعب مع فريق فكتوريا للكريكت.

## وصلات خارجية
- جيمس ماكفيرسون على موقع إي آس بي آن كريك إنفو (الإنجليزية)